# Shanina Shaik
Shanina Shaik (Melbourne, 11 de febrero de 1991) es una modelo australiana.

## Carrera
En su temporada de debut durante la temporada Otoño/Invierno 2009, Shaik realizó más de ocho shows en pasarelas de la ciudad de Nueva York para marcas como Yeohlee, Shipley & Halmos, Abaete, Mara Hoffman, Lorick, Project Runway, Trovata y Richie Rich. Shaik ha aparecido en catálogos para Macy's, Alloy, Avon, Intermix, Urban Outfitters, Lovable, Burda Style, Spiegel, Free People, Bloomingdales, J.C. Penney, Seafolly, Otto, Shop Bop, Sasha Samuel y Ann Taylor. Ha realizado anuncios para Aéropostale, Cotton On, Olay New Look, Burneo Chocolate, Body & Bath Works, Edward Joseph, Imari de Avon, General Pants Co., Bonds, Bauhaus y Matrix Hair Biolage.
Poco después de firmar con New York Model Management, Shaik apareció en editoriales para las revistas Seventeen y Men's Health. Otras apariciones incluyen Level Magazine, Orlando Style Magazine, 2 Wheeler Tuner Magazine, Philadelphia Style Magazine y Zink Magazine.
En 2012, Shaik apareció en trabajos de impresión para Victoria's Secret y Bonds. Durante la Semana de la Moda de Otoño/Invierno 2012 trabajó para Jason Wu, y también modeló en la pasarela para Ruffian, Kevork Kiledjian, Charlotte Ronson, Nanette Lepore, Diesel, Óscar de la Renta, L'Wren Scott, Tom Ford, Blumarine, Atsuro Tayama, Maiyet, Vivienne Westwood y Stella McCartney. También hizo una sesión con Vogue Australia.

## Vida personal
A finales de 2020, comenzó a salir con el agente publicitario Matthew Adesuyan. El 8 de mayo de 2022 anunció en su cuenta de Instagram que estaba esperando su primer hijo junto a su pareja. Su hijo, Zai Adesuyan, nació en septiembre de 2022.